# Вена (Катанија)
Вена је насеље у Италији у округу Катанија, региону Сицилија.
Према процени из 2011. у насељу је живело 352 становника. Насеље се налази на надморској висини од 744 м.